# Bóng đá trong nhà tại Đại hội Thể thao Trong nhà và Võ thuật châu Á 2017
Giải thi đấu Bóng đá trong nhà tại Đại hội Thể thao Trong nhà và Võ thuật châu Á 2017 ở Ashgabat đã diễn ra tại Ice Palace ở Ashgabat.

## Danh sách huy chương
| Nội dung | Vàng | Bạc | Đồng |
| -------- | --- | --- | --- |
| Nam      | Iran · Sepehr Mohammadi · Alireza Samimi · Mohammad Shajari · Alireza Rafiei Pour · Hamid Ahmadi · Mohammad Reza Sangsefidi · Ali Asghar Hassanzadeh · Abolghasem Orouji · Saeid Ahmad Abbasi · Hossein Tayyebi · Ahmad Esmaeilpour · Moslem Oladghobad · Farhad Tavakoli · Mahdi Javid           | Uzbekistan · Rustam Umarov · Anaskhon Rakhmatov · Mashrab Adilov · Feruz Fakhriddinov · Timur Sadirov · Ilhomjon Hamroev · Dilshod Rakhmatov · Farkhod Abdumavlyanov · Davronjon Abdurakhmonov · Davron Choriev · Artur Yunusov · Akmaljon Khazratkulov · Khusniddin Nishonov · Konstantin Sviridov | Nhật Bản · Taku Miura · Daimu Yazawa · Shinsuke Hara · Kasho Tamura · Shota Horigome · Koto Uematsu · Kiyoto Yagi · Koichi Saito · Takashi Morimura · Yuki Murota · Kazuya Shimizu · Takuya Uehara · Masaya Hashimoto · Atsuya Uemura                                                                        |
| Nữ       | Thái Lan · Ariya Kristawong · Suchada Wapeena · Jenjira Bubpha · Sawitree Mamyalee · Hataichanok Tappakun · Jiraprapa Tupsuri · Pacharaporn Srimuang · Mutita Senkram · Jiraprapa Nimrattanasing · Siranya Srimanee · Nattamon Artkla · Pannipa Kamolrat · Darika Peanpailun · Sasicha Phothiwong | Nhật Bản · Ringo Maehara · Masami Kato · Eriko Hotta · Mio Fujita · Ryo Egawa · Chihiro Tanaka · Junko Takemura · Miku Sakurada · Minako Sekinada · Shiori Nakajima · Kana Kitagawa · Ayaka Yamamoto · Akari Takao · Mutsumi Sakata                                                                 | Iran · Farzaneh Tavasolisis · Tahereh Mehdi Pour · Leila Khodabandehlou · Fatemeh Arzhangi · Sara Shirbeigi · Fereshteh Khosravi · Fereshteh Karimi · Fatemeh Papi · Sohila Malmoulitarazi · Nasimeh Sadat Gholami · Seyedehnastaran Moghimidarzi · Fahimeh Zarei · Fatemeh Etedadi · Arezoo Sadaghianizadeh |

## Bảng huy chương
| 1       | Iran       | 1 | 0 | 1 | 2 |
| 2       | Thái Lan   | 1 | 0 | 0 | 1 |
| 3       | Nhật Bản   | 0 | 1 | 1 | 2 |
| 4       | Uzbekistan | 0 | 1 | 0 | 1 |
| Tổng số | Tổng số    | 2 | 2 | 2 | 6 |

## Kết quả

### Nam

#### Vòng sơ loại

##### Bảng A
| VT | Đội               | ST | T | H | B | BT | BB | HS  | Đ | Giành quyền tham dự     |
| -- | ----------------- | -- | - | - | - | -- | -- | --- | - | ----------------------- |
| 1  | Việt Nam          | 4  | 3 | 0 | 1 | 12 | 3  | +9  | 9 | Vòng đấu loại trực tiếp |
| 2  | Turkmenistan (H)  | 4  | 3 | 0 | 1 | 16 | 5  | +11 | 9 | Vòng đấu loại trực tiếp |
| 3  | Quần đảo Solomon  | 4  | 2 | 0 | 2 | 11 | 10 | +1  | 6 |                         |
| 4  | Hồng Kông         | 4  | 1 | 0 | 3 | 7  | 21 | −14 | 3 |                         |
| 5  | Đài Bắc Trung Hoa | 4  | 1 | 0 | 3 | 8  | 15 | −7  | 3 |                         |

| Đài Bắc Trung Hoa                         | 2–1      | Việt Nam         |
| ----------------------------------------- | -------- | ---------------- |
| Le Quoc Nam 17' (l.n.) · Lai Ming-Hui 28' | Chi tiết | Ngo Ngoc Son 11' |

| Quần đảo Solomon                 | 4–1      | Hồng Kông       |
| -------------------------------- | -------- | --------------- |
| Hou 3' · Sia 5' · Makau 25', 39' | Chi tiết | Wong Yiu Fu 37' |

| Quần đảo Solomon                          | 4–3      | Đài Bắc Trung Hoa                        |
| ----------------------------------------- | -------- | ---------------------------------------- |
| Stevenson 2', 24' · Faarodo 13' · Hou 33' | Chi tiết | Lin Chih-Hung 6', 37' · Chi Sheng-Fa 17' |

| Hồng Kông         | 1–7      | Turkmenistan                                                                                    |
| ----------------- | -------- | ----------------------------------------------------------------------------------------------- |
| Liu Yik Shing 36' | Chi tiết | Rejepow 3', 25' · Atayew 14' · Meredow 20' · Annagulyyew 23' · Kurbanow 26' · Gurbannepesow 27' |

| Việt Nam | 8–0      | Hồng Kông |
| --- | -------- | --------- |
| Le Quoc Nam 7' · Nguyen Minh Tri 8' · Vu Duc Tung 12' · Ngo Ngoc Son 16' · Phung Trong Luan 25' · Tran Thai Huy 32', 34' · Nguyen Manh Dung 37' | Chi tiết |           |

| Turkmenistan                                                    | 4–2      | Quần đảo Solomon    |
| --------------------------------------------------------------- | -------- | ------------------- |
| Orazmuhammedow 8' · Rejepow 11' · Hou 36' (l.n.) · Soltanow 36' | Chi tiết | Hou 17' · Makau 40' |

| Việt Nam                               | 2–1      | Quần đảo Solomon |
| -------------------------------------- | -------- | ---------------- |
| Pham Duc Hoa 4' · Phung Trong Luan 27' | Chi tiết | Stevenson 40'    |

| Đài Bắc Trung Hoa | 1–5      | Turkmenistan                                                                          |
| ----------------- | -------- | ------------------------------------------------------------------------------------- |
| Lin Chih-Hung 35' | Chi tiết | Muhammetmyradow 14' · Kurbanow 18' · Orazmuhammedow 19' · Garajayew 36' · Meredow 38' |

| Hồng Kông                                                    | 5–2      | Đài Bắc Trung Hoa                       |
| ------------------------------------------------------------ | -------- | --------------------------------------- |
| Li Ka Chun 17' · Chow Ka Wa 25', 37', 38' · So Loi Keung 34' | Chi tiết | Chi Sheng-Fa 15' · Huang Tai-Hsiang 40' |

| Turkmenistan | 0–1      | Việt Nam         |
| ------------ | -------- | ---------------- |
|              | Chi tiết | Ngo Ngoc Son 14' |

##### Bảng B
| VT | Đội         | ST | T | H | B | BT | BB | HS  | Đ  | Giành quyền tham dự     |
| -- | ----------- | -- | - | - | - | -- | -- | --- | -- | ----------------------- |
| 1  | Afghanistan | 4  | 4 | 0 | 0 | 20 | 7  | +13 | 12 | Vòng đấu loại trực tiếp |
| 2  | Uzbekistan  | 4  | 2 | 1 | 1 | 20 | 10 | +10 | 7  | Vòng đấu loại trực tiếp |
| 3  | UAE         | 4  | 2 | 0 | 2 | 12 | 11 | +1  | 6  |                         |
| 4  | Trung Quốc  | 4  | 1 | 1 | 2 | 15 | 18 | −3  | 4  |                         |
| 5  | Maldives    | 4  | 0 | 0 | 4 | 6  | 27 | −21 | 0  |                         |

| Afghanistan                                           | 6–1      | Trung Quốc       |
| ----------------------------------------------------- | -------- | ---------------- |
| Hashemi 12', 38' · Haidari 14' · Kazemi 21', 22', 37' | Chi tiết | Zhang Yameng 34' |

| Maldives  | 1–3      | UAE                                             |
| --------- | -------- | ----------------------------------------------- |
| Imran 12' | Chi tiết | Imran 16' (l.n.) · Al-Shamsi 25' · Al-Fzari 38' |

| Maldives  | 1–6      | Afghanistan                                                 |
| --------- | -------- | ----------------------------------------------------------- |
| Ahmed 38' | Chi tiết | Khademi 1', 29' · Fayazi 12' · Karimi 25' · Kazemi 33', 35' |

| UAE           | 1–5      | Uzbekistan                                                                  |
| ------------- | -------- | --------------------------------------------------------------------------- |
| Al-Shamsi 19' | Chi tiết | Yunusov 9' · Choriev 13' · Abdumavlyanov 20' · Rakhmatov 27' · Sviridov 34' |

| Trung Quốc     | 1–5      | UAE                                                                               |
| -------------- | -------- | --------------------------------------------------------------------------------- |
| Zhao Liang 14' | Chi tiết | Al-Shamsi 5' · Mubarak 19' · Ah. Al-Hosani 24' · Al-Fzari 29' · Ab. Al-Hosani 37' |

| Uzbekistan | 9–1      | Maldives        |
| --- | -------- | --------------- |
| Sviridov 3', 8' · Abdumavlyanov 3' · Nishonov 10', 35' · Choriev 24' · Fakhriddinov 35' · Hamroev 39' · Adilov 40' | Chi tiết | Ahmed Naseem 7' |

| Trung Quốc | 9–3      | Maldives                           |
| --- | -------- | ---------------------------------- |
| Zhao Liang 6', 28' · Xu Yang 9' · Liu Chang 25' · Chen Zhiheng 30' · Lu Yue 33' · Liu Wenxi 34' · Li Jianjia 36' · Zeng Liang 36' | Chi tiết | Furuqan 3', 40' · Ahmed Naseem 32' |

| Afghanistan                                         | 4–2      | Uzbekistan                        |
| --------------------------------------------------- | -------- | --------------------------------- |
| Kazemi 5' · Hashemi 21' · Haidari 34' · Qurbani 36' | Chi tiết | Rakhmatov 35' · Abdumavlyanov 38' |

| UAE                                    | 3–4      | Afghanistan                        |
| -------------------------------------- | -------- | ---------------------------------- |
| Ali 4' · Al-Shamsi 16' · Al-Hosani 26' | Chi tiết | Kazemi 22', 30', 38' · Khademi 36' |

| Uzbekistan                                                        | 4–4      | Trung Quốc                       |
| ----------------------------------------------------------------- | -------- | -------------------------------- |
| Abdumavlyanov 3' · Jamroev 11' · Sadirov 23' · Fakhriddinov 32' · | Chi tiết | Zhuang 2' · Xu 13' · Lu 23', 39' |

##### Bảng C
| VT | Đội      | ST | T | H | B | BT | BB | HS | Đ | Giành quyền tham dự     |
| -- | -------- | -- | - | - | - | -- | -- | -- | - | ----------------------- |
| 1  | Nhật Bản | 2  | 2 | 0 | 0 | 11 | 6  | +5 | 6 | Vòng đấu loại trực tiếp |
| 2  | Thái Lan | 2  | 1 | 0 | 1 | 9  | 8  | +1 | 3 | Vòng đấu loại trực tiếp |
| 3  | Liban    | 2  | 0 | 0 | 2 | 4  | 10 | −6 | 0 |                         |

| Nhật Bản                                                         | 5–2      | Liban                          |
| ---------------------------------------------------------------- | -------- | ------------------------------ |
| Uematsu 18' · Uemura 21' · Yagi 33' · Shimizu 34' · Horigome 36' | Chi tiết | Tneich 19' · Kheir El Dine 22' |

| Liban          | 2–5      | Thái Lan                                                                  |
| -------------- | -------- | ------------------------------------------------------------------------- |
| Tneich 5', 40' | Chi tiết | Thueanklang 3' · Chaemcharoen 6' · Wangsama-Aeo 31' · Osamanmusa 37', 37' |

| Thái Lan                                                | 4–6      | Nhật Bản                                                                     |
| ------------------------------------------------------- | -------- | ---------------------------------------------------------------------------- |
| Thueanklang 14' · Osamanmusa 30', 34' · Sornwichian 35' | Chi tiết | Tamura 6' · Murota 15' · Uemura 23' · Morimura 26' · Saito 30' · Shimizu 36' |

##### Bảng D
| VT | Đội        | ST | T | H | B | BT | BB | HS  | Đ | Giành quyền tham dự     |
| -- | ---------- | -- | - | - | - | -- | -- | --- | - | ----------------------- |
| 1  | Iran       | 3  | 3 | 0 | 0 | 33 | 4  | +29 | 9 | Vòng đấu loại trực tiếp |
| 2  | Jordan     | 3  | 2 | 0 | 1 | 13 | 8  | +5  | 6 | Vòng đấu loại trực tiếp |
| 3  | Kyrgyzstan | 3  | 1 | 0 | 2 | 5  | 19 | −14 | 3 |                         |
| 4  | Tahiti     | 3  | 0 | 0 | 3 | 3  | 23 | −20 | 0 |                         |

| Iran | 16–1     | Tahiti      |
| --- | -------- | ----------- |
| Tavakoli 4', 13', 13' · Esmaeilpour 8', 10', 17' · Ahmadabbasi 11' · Javid 16', 27', 30', 36' · Shajari 31', 32' · Hassanzadeh 33' · Tayyebi 35' · Ahmadi 39' | Chi tiết | Tutavae 27' |

| Kyrgyzstan     | 1–7      | Jordan                                                                              |
| -------------- | -------- | ----------------------------------------------------------------------------------- |
| Zholdubaev 26' | Chi tiết | Al-Khazaleh 3', 35' · Abdrasul 7' (l.n.) · Samara 22', 24' · Arab 36' · Khaleel 40' |

| Tahiti                | 2–4      | Kyrgyzstan                                              |
| --------------------- | -------- | ------------------------------------------------------- |
| Kaiha 27' · Manea 40' | Chi tiết | Tursunov 2' · Abdrasul 23' · Tashtanov 32' · Isakov 33' |

| Jordan                      | 3–7      | Iran                                                                |
| --------------------------- | -------- | ------------------------------------------------------------------- |
| Shabib 33' · Gedan 37', 37' | Chi tiết | Esmaeilpour 4', 22' · Orouji 6' · Tayyebi 16' · Javid 20', 28', 34' |

| Iran                                                                                                | 10–0     | Kyrgyzstan |
| --------------------------------------------------------------------------------------------------- | -------- | ---------- |
| Ahmadabbasi 10', 11', 19', 24', 32' · Tavakoli 18', 25', 34' · Kadyrov 28' (l.n.) · Esmaeilpour 39' | Chi tiết |            |

| Jordan                                      | 3–0      | Tahiti |
| ------------------------------------------- | -------- | ------ |
| Khaleel 34' · Al-Hafi 37' · Al-Khazaleh 38' | Chi tiết |        |

#### Vòng đấu loại trực tiếp
|  | Tứ kết          | Tứ kết         |             |       | Bán kết         | Bán kết         |  |  | / Huy chương vàng | / Huy chương vàng |
|  |                 |                |             |       |                 |                 |  |  |                   |                   |
|  | 23 tháng 9      |                |             |       |                 |                 |  |  |                   |                   |
|  |                 |                |             |       |                 |                 |  |  |                   |                   |
|  | Iran            | 10             |             |       |                 |                 |  |  |                   |                   |
|  | Iran            | 10             | 24 tháng 9  |       |                 |                 |  |  |                   |                   |
|  | Thái Lan        | 4              |             |       |                 |                 |  |  |                   |                   |
|  | Thái Lan        | 4              | Iran        | 8     |                 |                 |  |  |                   |                   |
|  | 23 tháng 9      |                | Iran        | 8     |                 |                 |  |  |                   |                   |
|  |                 | Afghanistan    | 2           |       |                 |                 |  |  |                   |                   |
|  | Afghanistan (p) | Afghanistan    | 2           | 5 (6) |                 |                 |  |  |                   |                   |
|  | Afghanistan (p) |                | 26 tháng 9  | 5 (6) |                 |                 |  |  |                   |                   |
|  | Turkmenistan    | 5 (5)          |             |       |                 |                 |  |  |                   |                   |
|  | Turkmenistan    | 5 (5)          | Iran        | 7     |                 |                 |  |  |                   |                   |
|  | 23 tháng 9      |                | Iran        | 7     |                 |                 |  |  |                   |                   |
|  |                 | Uzbekistan     | 1           |       |                 |                 |  |  |                   |                   |
|  | Nhật Bản        | Uzbekistan     | 1           | 4     |                 |                 |  |  |                   |                   |
|  | Nhật Bản        | 24 tháng 9     |             | 4     |                 |                 |  |  |                   |                   |
|  | Jordan          | 1              |             |       |                 |                 |  |  |                   |                   |
|  | Jordan          | 1              | Nhật Bản    | 3 (2) |                 |                 |  |  |                   |                   |
|  | 23 tháng 9      |                | Nhật Bản    | 3 (2) |                 |                 |  |  |                   |                   |
|  |                 | Uzbekistan (p) | 3 (3)       |       | Huy chương đồng | Huy chương đồng |  |  |                   |                   |
|  | Việt Nam        | Uzbekistan (p) | 3 (3)       | 0     | Huy chương đồng | Huy chương đồng |  |  |                   |                   |
|  | Việt Nam        |                | 26 tháng 9  | 0     |                 |                 |  |  |                   |                   |
|  | Uzbekistan      | 2              |             |       |                 |                 |  |  |                   |                   |
|  | Uzbekistan      | 2              | Afghanistan | 1 (1) |                 |                 |  |  |                   |                   |
|  |                 |                |             |       |                 |                 |  |  |                   |                   |
|  | Nhật Bản (p)    | 1 (3)          |             |       |                 |                 |  |  |                   |                   |
|  | Nhật Bản (p)    | 1 (3)          |             |       |                 |                 |  |  |                   |                   |

##### Tứ kết
| Iran | 10-4     | Thái Lan |
| ---- | -------- | -------- |
|      | Chi tiết |          |

| Nhật Bản | 4-1      | Jordan |
| -------- | -------- | ------ |
|          | Chi tiết |        |

| Afghanistan       | 5-5 (s.h.p.) | Turkmenistan |
| ----------------- | ------------ | ------------ |
|                   | Chi tiết     |              |
| Loạt sút luân lưu |              |              |
|                   | 6–5          |              |

| Việt Nam | 0-2 | Uzbekistan |
| -------- | --- | ---------- |
|          |     |            |

##### Bán kết
| Iran | 8–2      | Afghanistan |
| ---- | -------- | ----------- |
|      | Chi tiết |             |

| Nhật Bản          | 3–3 (s.h.p.) | Uzbekistan |
| ----------------- | ------------ | ---------- |
|                   | Chi tiết     |            |
| Loạt sút luân lưu |              |            |
|                   | 2–3          |            |

##### Tranh hạng ba
| Afghanistan       | 1–1 (s.h.p.) | Nhật Bản |
| ----------------- | ------------ | -------- |
|                   | Chi tiết     |          |
| Loạt sút luân lưu |              |          |
|                   | 1–3          |          |

##### Chung kết
| Iran | 7–1      | Uzbekistan |
| ---- | -------- | ---------- |
|      | Chi tiết |            |

### Nữ

#### Vòng sơ loại

##### Bảng A
| VT | Đội              | ST | T | H | B | BT | BB | HS  | Đ | Giành quyền tham dự     |
| -- | ---------------- | -- | - | - | - | -- | -- | --- | - | ----------------------- |
| 1  | Nhật Bản         | 3  | 3 | 0 | 0 | 16 | 4  | +12 | 9 | Vòng đấu loại trực tiếp |
| 2  | Trung Quốc       | 3  | 2 | 0 | 1 | 10 | 7  | +3  | 6 | Vòng đấu loại trực tiếp |
| 3  | Hồng Kông        | 3  | 1 | 0 | 2 | 9  | 9  | 0   | 3 |                         |
| 4  | Turkmenistan (H) | 3  | 0 | 0 | 3 | 2  | 17 | −15 | 0 |                         |

| Nhật Bản                                              | 5–2      | Trung Quốc                      |
| ----------------------------------------------------- | -------- | ------------------------------- |
| Sakurada 1' · Fujita 12', 13' · Takao 16' · Hotta 24' | Chi tiết | Dong Jiabao 13' · Fan Yuqiu 23' |

| Turkmenistan        | 1–6      | Hồng Kông                                                             |
| ------------------- | -------- | --------------------------------------------------------------------- |
| Amanmuhammedowa 22' | Chi tiết | Chan Wing Sze 4', 18', 20' · Wong So Han 12' · Wong Shuk Fan 27', 28' |

| Hồng Kông              | 2–3      | Nhật Bản                                  |
| ---------------------- | -------- | ----------------------------------------- |
| Cheung Wai Ki 30', 38' | Chi tiết | Sekinada 8' · Nakajima 16' · Takemura 23' |

| Trung Quốc                           | 3–1      | Turkmenistan         |
| ------------------------------------ | -------- | -------------------- |
| Dong Jiabao 5' · Li Jingjing 7', 38' | Chi tiết | Fan Yuqiu 19' (l.n.) |

| Trung Quốc                                                         | 5–1      | Hồng Kông       |
| ------------------------------------------------------------------ | -------- | --------------- |
| Fan Yuqiu 2' · Wang Ting 8' · Zhang Yue 14', 35' · Dong Jiabao 38' | Chi tiết | Ng Wing Kum 10' |

| Turkmenistan | 0–8      | Nhật Bản                                                                      |
| ------------ | -------- | ----------------------------------------------------------------------------- |
|              | Chi tiết | Egawa 10', 16', 34', 36' · Takao 26' · Sakurada 31' · Tanaka 36' · Sakata 37' |

##### Bảng B
| VT | Đội       | ST | T | H | B | BT | BB | HS  | Đ | Giành quyền tham dự     |
| -- | --------- | -- | - | - | - | -- | -- | --- | - | ----------------------- |
| 1  | Thái Lan  | 2  | 2 | 0 | 0 | 18 | 1  | +17 | 6 | Vòng đấu loại trực tiếp |
| 2  | Iran      | 2  | 1 | 0 | 1 | 16 | 3  | +13 | 3 | Vòng đấu loại trực tiếp |
| 3  | Palestine | 2  | 0 | 0 | 2 | 2  | 32 | −30 | 0 |                         |

| Palestine   | 1–16     | Iran |
| ----------- | -------- | --- |
| Shaheen 30' | Chi tiết | Tarazi 5', 19', 38' · Shirbeigi 7', 11', 25' · Khosravi 10' · Karimi 11', 27', 29' · Papi 15' · Gholami 17', 21', 37' · Zarei 34' · Etedadi 35' |

| Thái Lan | 16–1     | Palestine   |
| --- | -------- | ----------- |
| Peanpailun 1', 32', 36' · Nimrattanasing 5', 27' · Phothiwong 6', 15', 16', 35', 38', 39' · Bubpha 11', 23' · Mamyalee 12', 25', 38' | Chi tiết | Shaheen 15' |

| Iran | 0–2      | Thái Lan         |
| ---- | -------- | ---------------- |
|      | Chi tiết | Mamyalee 4', 29' |

#### Vòng đấu loại trực tiếp
|  | Bán kết    | Bán kết  |                 |   | Huy chương vàng | Huy chương vàng |
|  |            |          |                 |   |                 |                 |
|  | 24 tháng 9 |          |                 |   |                 |                 |
|  |            |          |                 |   |                 |                 |
|  | Nhật Bản   | 2        |                 |   |                 |                 |
|  | Nhật Bản   | 2        | 25 tháng 9      |   |                 |                 |
|  | Iran       | 0        |                 |   |                 |                 |
|  | Iran       | 0        | Nhật Bản        | 1 |                 |                 |
|  | 24 tháng 9 |          | Nhật Bản        | 1 |                 |                 |
|  |            | Thái Lan | 3               |   |                 |                 |
|  | Thái Lan   | Thái Lan | 3               | 4 |                 |                 |
|  | Thái Lan   |          |                 | 4 |                 |                 |
|  | Trung Quốc | 1        |                 |   |                 |                 |
|  | Trung Quốc | 1        | Huy chương đồng |   |                 |                 |
|  |            |          |                 |   |                 |                 |
|  | 25 tháng 9 |          |                 |   |                 |                 |
|  |            |          |                 |   |                 |                 |
|  | Iran       | 5        |                 |   |                 |                 |
|  | Iran       | 5        |                 |   |                 |                 |
|  | Trung Quốc | 1        |                 |   |                 |                 |

##### Bán kết
| Nhật Bản | 2 – 0    | Iran |
| -------- | -------- | ---- |
|          | Chi tiết |      |

| Thái Lan | 4–1      | Trung Quốc |
| -------- | -------- | ---------- |
|          | Chi tiết |            |

##### Tranh hạng ba
| Iran | 5–1      | Trung Quốc |
| ---- | -------- | ---------- |
|      | Chi tiết |            |

##### Chung kết
| Nhật Bản | 1– 3     | Thái Lan |
| -------- | -------- | -------- |
|          | Chi tiết |          |